# Спорт в Іспанії

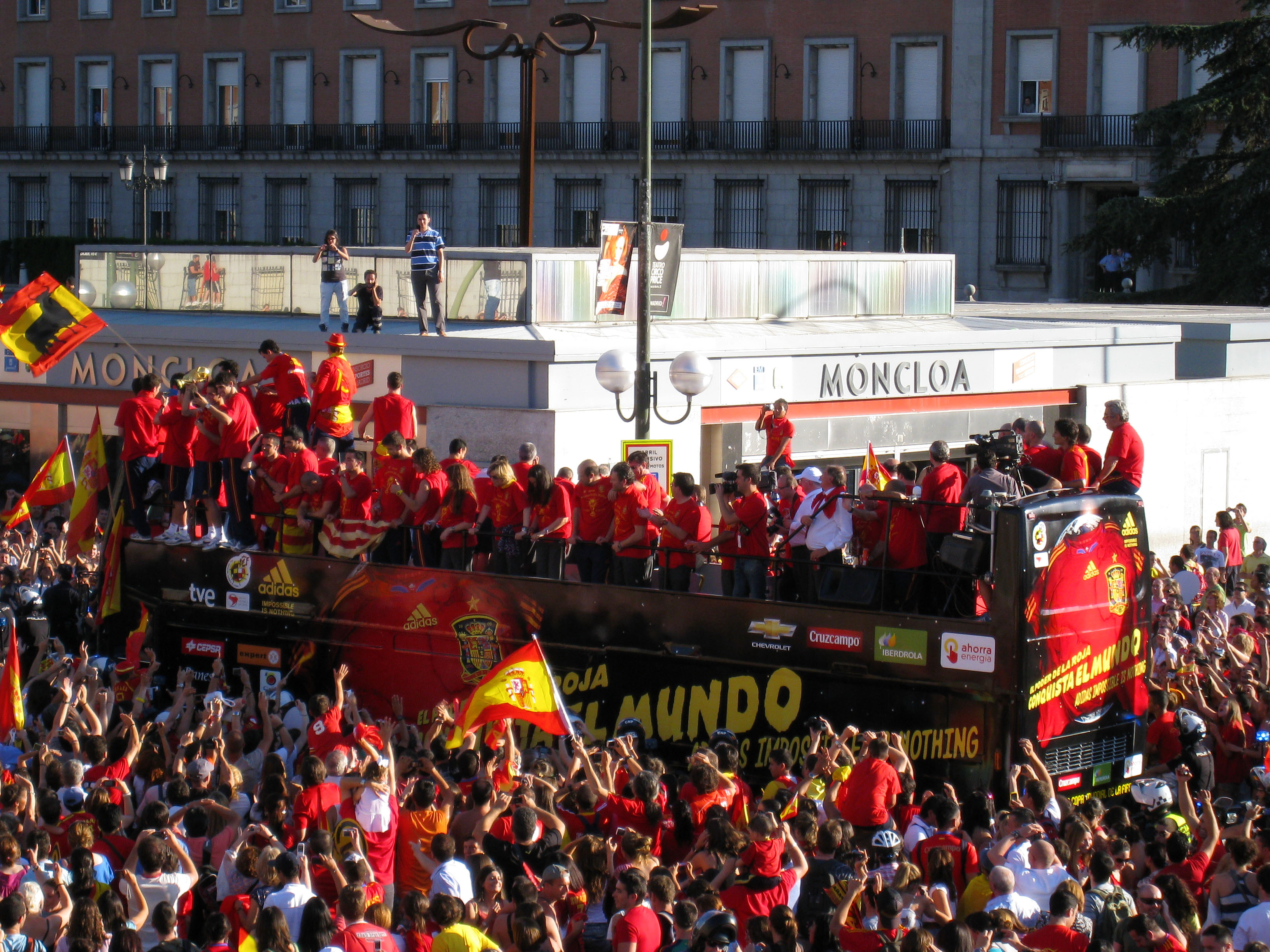
Святкування чемпіонства світу з футболу 2010 року.

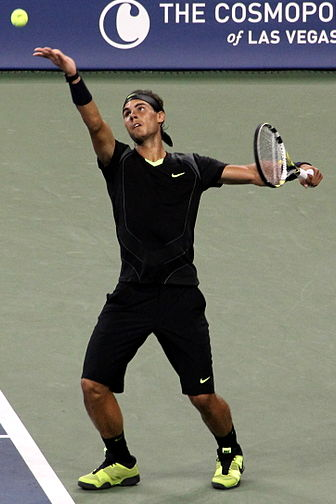
Рафаель Надаль, переможець дванадцятьох Відкритих чемпіонатах Франції з тенісу, у двох чемпіонатах Вімблдону, чотирьох Відкритих чемпіонатах США з тенісу, в одному з чемпіонатів Австралії та на літніх Олімпійських іграх 2008.

У спорті в Іспанії в другій половині 20 століття завжди домінував футбол. Серед інших популярних видів спорту — баскетбол, теніс, їзда на велосипеді, гандбол, Формула-1, водні види спорту, художня гімнастика, гольф, корида та лижний спорт. Іспанія також приймала низку міжнародних змагань, таких як Літні Олімпійські ігри 1992 року в Барселоні та чемпіонат світу з футболу 1982 року. Під час чемпіонатів Вімблдон у 2008 та 2010 роках тенісна команда п’ять разів вигравала Кубок Девіса (2000, 2005, 2008, 2009 та 2011 рр.), баскетбольна команда вигравала чемпіонат світу з баскетболу 2006 року, Євробаскет-2009 та Євробаскет-2011, Фернандо Алонсо (чемпіонат Формули-1 у 2005 та 2006 роках), футбольна команда привезла додому Євро-2008, Кубок світу 2010 та Євро-2012, а також Оскар Перейро, Альберто Контадор та Карлос Састре у 2006, 2007, 2008 та 2009 рр. тріумфує в Тур де Франс.

## Футбол
Футбол - найпопулярніший вид спорту в Іспанії. "Ла Ліга" або "Примера" (Іспанська ліга) вважається одним з найкращих світових чемпіонатів. Найуспішніші команди в єврокубках - "Реал", "Барселона", "Севілья", "Атлетик Більбао", "Валенсія" та "Атлетико Мадрид". Реал Мадрид та Барселона домінували протягом більшої частини своєї історії та створили тісне суперництво. Реал Мадрид вважається багатьма фанами найкращим клубом у світі, вигравши Лігу чемпіонів УЄФА рекордні 13 разів, майже всі інші клубні змагання УЄФА принаймні один раз, а "Ла Лігу" - 33 рази. "Барселона" 5 разів була переможцем Ліги чемпіонів та 25 разів вигравала "Ла Лігу". Інші команди, такі як «Атлетико Мадрид», «Севілья» та «Валенсія», також здобули популярність, вигравши Лігу Європи УЄФА.
Збірна Іспанії з футболу досягла успіху і проходила турнір чемпіонату світу з футболу п'ятнадцять разів з 1934 року. У 2010 році Іспанія перемогла Нідерланди у фіналі, вперше вигравши турнір. На чемпіонаті Європи були чемпіонами у 1964, 2008 та 2012 роках, а друге місце — у 1984 році. Іспанія виграла дві медалі в турнірах з футболу на олімпійських іграх. Вони завоювали срібну медаль на Олімпійських іграх у Сіднеї 2000 року та здобули золоту медаль під час Олімпіади в Барселоні 1992 року.
Молодіжні команди також були досить успішними в останнє десятиліття. Команда U-20 виграла молодіжний чемпіонат світу ФІФА в 1999 році, а в 1985 та 2003 рр. була переможцем, команда U-17 тричі займала друге місце і зайняла третє місце у 1997 році на чемпіонаті світу з футболу U-17.

## Баскетбол
Чемпіонат Іспанії з баскетболу — один з головних європейських баскетбольних чемпіонатів. Іспанські команди, такі як Реал Мадрид Балончесто, Барселона Баскет та Ховентуд де Бадалона, виграли міжнародні чемпіонати, такі як Євроліга чи Єврокубок.
Низка іспанських гравців, таких як Пау Газоль та його молодший брат Марк Газоль, Хосе Кальдерон, Рікі Рубіо та натуралізований іспанець Серж Ібака, зараз грають у НБА. Інші гравці Іспанії, які нещодавно грали в лізі - Руді Фернандес та Серхіо Родрігес.
Чоловіча національна збірна з баскетболу Іспанії досягла високих позицій на міжнародному турнірі, завоювавши свою першу золоту медаль на Чемпіонаті світу FIBA 2006 року, а також приймала чемпіонат світу з баскетболу 1986 року та чемпіонат світу з баскетболу 2014 року. також виграв шість срібних та три золоті медалі на Євробаскет. Нещодавно вони виграли золоту медаль на Євробаскеті 2011, срібну на Літніх Олімпійських іграх 2012 року, золото на Євробаскеті 2015 та бронзу на Літніх Олімпійських іграх 2016 року. Жіноча збірна стала срібними призерами на чемпіонаті світу з футболу 2014 року серед жінок (зараз перейменований на Чемпіонат світу з баскетболу FIBA) та на Олімпіаді-2016. Вони також виграли дев'ять медалей (три золоті, одна срібна, п’ять бронзових) на Жіночому Євробаскеті та золото у 2017 році.

## Теніс
Іспанія виховала низку чемпіонів з тенісу, відзначившись на турнірах, що проходили на ґрунтових кортах, таких як турнір Відкритий чемпіонат Франції з тенісу.
Іспанія також вигравала Кубок Девіса п'ять разів (2000, 2004, 2008, 2009, 2011) та Кубок Федерації п’ять разів (1991, 1993, 1994, 1995, 1998)
Рафаель Надаль вважається найкращим іспанським тенісистом усіх часів і, як правило, вважається одним з найкращих гравців за весь час. Він виграв відкритий чемпіонат Франції п'ять разів поспіль, і загалом виграв дванадцять титулів цього турніру, що значно перевершило рекорд Бйорна Борга з шести титулів. Після поразки тодішнього світового Роджера Федерера, Надаль претендував на трофей Вімблдона і став лише другим іспанцем, який зробив це. Він виграв Відкритий чемпіонат Австралії 2009 року та був першим іспанцем, який зробив це. У 2009 році він став першим гравцем, який одночасно володів титулами Великого шолому на ґрунті, траві та хардкорті. Крім того, Надаль - золотий медаліст на літніх Олімпійських іграх 2008 року в Пекіні. Наразі він виграв 19 титулів Великого шолому, що складаються з 12 титулів Open, 2 титули Вімблдону, 4 титули US Open та 1 титул Australian Open.